# Rampura
Rampura là một thị xã và là một nagar panchayat của quận Neemuch thuộc bang Madhya Pradesh, Ấn Độ.

## Địa lý
Rampura có vị trí 24°28′B 75°26′Đ / 24,47°B 75,43°Đ Nó có độ cao trung bình là 391 mét (1282 feet).

## Nhân khẩu
Theo điều tra dân số năm 2001 của Ấn Độ, Rampura có dân số 17.761 người. Phái nam chiếm 52% tổng số dân và phái nữ chiếm 48%. Rampura có tỷ lệ 64% biết đọc biết viết, cao hơn tỷ lệ trung bình toàn quốc là 59,5%: tỷ lệ cho phái nam là 75%, và tỷ lệ cho phái nữ là 53%. Tại Rampura, 14% dân số nhỏ hơn 6 tuổi.